# Gurelca saturata
Gurelca saturata är en fjärilsart som beskrevs av Clayton Dissinger Mell 1922. Gurelca saturata ingår i släktet Gurelca och familjen svärmare. Inga underarter finns listade i Catalogue of Life.